# خالد المليتي
خالد المليتي (22 مايو 1984 بتونس في تونس - ) هو لاعب كرة قدم تونسي في مركز الوسط. لعب مع النادي الإفريقي والنادي الرياضي البنزرتي والنجم الرياضي الساحلي وزمبرو تشيسيناو ونادي إستر ونادي زستافوني.

## وصلات خارجية
- خالد المليتي على موقع الاتحاد الدولي (مؤرشف)  (الإنجليزية)
- خالد المليتي على موقع قاعدة بيانات كرة القدم.إي يو (الإنجليزية)